# Ферранська порода
Ферранська порода (фр. Ferrandaise) — порода великої рогатої худоби м'ясо-молочного напряму продуктивності. В минулому мала потрійний (м'ясо-молочно-робочий) напрямок продуктивності. Виведена у 19 столітті на півдні центральної частини Франції — у департаменті Пюї-де-Дом в Оверні. Назва породи пов'язана з назвою міста Клермон-Ферран. Племінну книгу відкрито у 1905 році.

## Історія
Ферранська худоба була широко відома в департаменті Пюї-де-Дом у 19 столітті. Худоба мала потрійний (м'ясо-молочно-робочий) напрямок продуктивності. Тварини відзначалися різноманіттям забарвлення. Назва «ферранська» для цієї породи почала застосовуватись лише у другій половині 19 століття, до того порода мала назву «строката» (фр. race bigarrée). З 1899 року характерною для породи було прийнято лише особливий тип червоно-строкатої масті (фр. barré rouge). Племінну книгу було відкрито у 1905 році. У 20-х і 30-х роках 20 століття поголів'я породи досягло свого піку — тоді воно становило приблизно 80 000 голів. Однак у 1960-х роках воно значно зменшилося через широке впровадження механізації сільськогосподарських робіт і внаслідок цього — втрату потреби в робочій худобі, а також через конкуренцію з боку худоби породи шароле. За переписом 1977 року налічувалося лише 300 корів ферранської породи й у 1978 році було розпочато програму з її збереження, в якій широко застосовувалося штучне запліднення. У 2010 році налічувалося 1663 корови, що утримувалися у 270 стадах (господарствах). У 2014 році налічувалося 1532 корови у 249 стадах.

## Опис

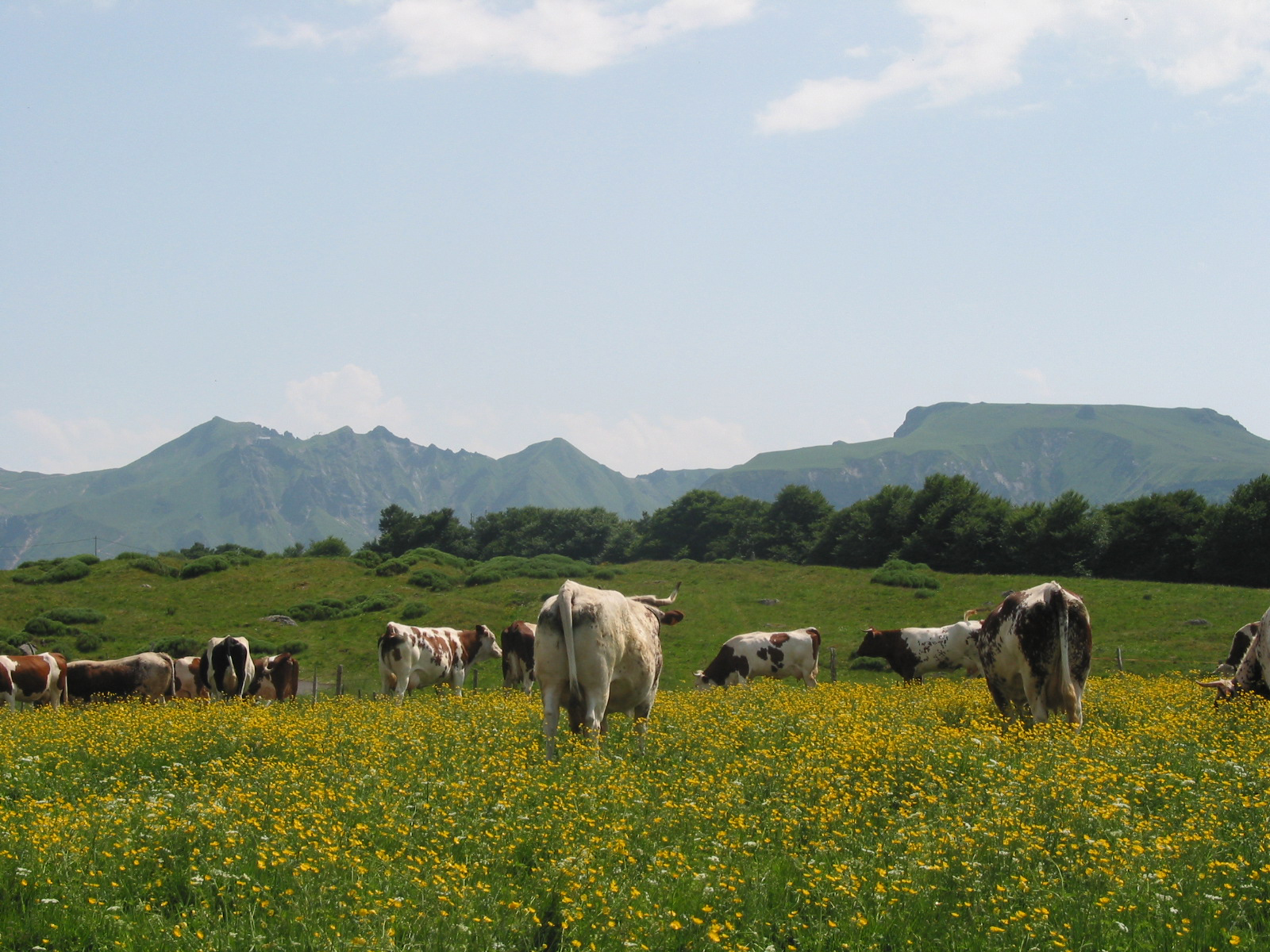
Корови ферранської породи на пасовищі.

Масть тварин червоно-строката. Середній зріст корів становить 135—140 см. Жива маса бугаїв — 900—1100 кг, корів — 600—800 кг. Порода характеризується витривалістю й доброю пристосованістю до випасу на гірських схилах і пагорбах (без проблем для кінцівок). Тварини здатні долати значні відстані.

## Поширення
Худоба ферранської породи поширена в багатьох департаментах Франції, однак переважна кількість поголів'я породи зосереджена на території Оверні.

## Виноски
1. 1 2 3 4 5  Ferrandais. // Valerie Porter, Lawrence Alderson, Stephen J.G. Hall, D. Phillip Sponenberg (2016). Mason's World Encyclopedia of Livestock Breeds and Breeding [Архівовано 21 грудня 2016 у Wayback Machine.] (sixth edition). Wallingford: CABI. — P. 175. ISBN 9781780647944. (англ.)
2. 1 2 3 4 5 6  Race bovine Ferrandaise. Сайт "Races de France" http://www.racesdefrance.fr. Maison Nationale des Éleveurs. Архів оригіналу за 3 січня 2017. Процитовано січень 2017. {{cite web}}: Зовнішнє посилання в |work= (довідка) [Архівовано 3 січня 2017 у Wayback Machine.] (фр.)
3. ↑  Serge Chevallier (2002). Harmonies pastorales: les bovins rustiques sauvegarde des terroirs [Архівовано 16 листопада 2016 у Wayback Machine.]. Paris: Éditions du Gerfaut. ISBN 9782914622103. (фр.)